# Comté de Haskell (Kansas)
Pour les articles homonymes, voir Comté de Haskell et Haskell (homonymie).
Le comté de Haskell est l’un des 105 comtés de l’État du Kansas, aux États-Unis. Fondé le 23 mars 1887, il a été nommé en hommage à Dudley C. Haskell, membre de la Chambre des représentants des États-Unis pour le Kansas.
Siège et plus grande ville : Sublette.

## Géolocalisation
| Comté de Kearny  | Comté de Finney  |                |
| Comté de Grant   | Comté de Haskell | Comté de Gray  |
| Comté de Stevens | Comté de Seward  | Comté de Meade |